# ماه تلخ
ماه تلخ (به انگلیسی: Bitter Moon، به فرانسه: Lunes de fiel) فیلمی اروتیک، رمانتیک و مهیج محصول مشترک فرانسه و آمریکا به کارگردانی رومن پولانسکی است که در سال ۱۹۹۲ توسط کمپانی‌های فاین لاین فیچرز و کلمبیا پیکچرز توزیع شد. موسیقی این فیلم توسط ونگلیس ساخته شد.

## داستان

امانوئل سنیه (همسر کنونی رومن پولانسکی)، در نقش میمی در صحنه‌ای از فیلم ماه تلخ

زوج انگلیسی رسمی و متشخص، نایجل و فیونا برای هفتمین سالگرد ازدواج خود تصمیم گرفته‌اند به هند بروند. آن‌ها قرار است با کشتی به استانبول بروند. در طول سفر با زوجی دیگر آشنا می‌شوند؛ میمی زن اغواگر فرانسوی و شوهر آمریکایی فلج او اسکار که نویسنده‌ای شکست خورده‌است و با ویلچر حرکت می‌کند. در طول سفر نایجل داستان رابطهٔ اسکار با میمی را از زبان اسکار می‌شنود.
اسکار نایجل را به کابینش دعوت می‌کند تا اپیزودهای مختلف داستان آشنایی و رابطه عاشقانه‌اش را با میمی و بعد بحرانی شدن آن را برای نایجل تعریف کند. او تعریف می‌کند چطور در اتوبوسی در پاریس، برای اولین بار میمی را دید. مأمور کنترل بلیت اتوبوس، سراغ میمی می‌آید تا بلیت او را ببیند اما میمی بلیت ندارد، اسکار که محو زیبایی او شده، بلیت خودش را یواشکی به میمی می‌دهد. میمی از دردسر خلاص می‌شود اما مأموران، اسکار را پیاده و جریمه می‌کنند سپس اسکار ماه‌ها به دنبال میمی می‌گردد در پارک‌ها و ایستگاه‌های اتوبوس ولی موفق نمی‌شود میمی را بیابد تا اینکه به‌طور اتفاقی میمی را در رستورانی به عنوان پیشخدمت میابد و آن‌ها با هم آشنا شده و سرانجام بین آن‌ها رابطه عاطفی شکل می‌گیرد و این باعث می‌شود اسکار از زندگی بی بند و بارش در آید و میمی زندگی وی را متحول کرده و اسکار دوباره به نویسندگی که سال‌ها بود آن را رها کرده بود روی می‌آورد اما اتفاقی که در یکی از رستوران‌ها بین میمی و اسکار می‌افتد باعث می‌شود بین میمی و اسکار شکاف بزرگی بیفتد و آن‌ها از هم جدا شوند در این مرحله اسکار با تحقیر میمی او را با خشونت از خانه خود بیرون می‌اندازد زندگی بی بند و بار اسکار دوباره شروع می‌شود تا اینکه هنگامی که از یکی از کاباره‌ها خارج می‌شود به شدت در یک حادثه رانندگی آسیب دیده و فلج می‌شود و در عین ناباوری میمی را در بیمارستان می‌بیند که به عیادت وی آمده‌است میمی به اسکار می‌گوید که برای پرستاری وی آمده‌است اما قصد دارد همراه با پرستاری از اسکار از وی انتقام گرفته و جواب تحقیر شدنش را به اسکار بدهد.
اسکار هر شب بخشی از داستانش را برای نایجل تعریف می‌کند در همین حین رابطه‌ای عاطفی بین نایجل و میمی شکل می‌گیرد که همسر نایجل فیونا از آن بی‌خبر است. میمی همچنین با فیونا رابطه همجنس‌گرایی برقرار می‌کند که نایجل از آن بی‌خبر است.
در پانزده دقیقه آخر فیلم که نقطه اوج فیلم است در شب سال نو هم نایجل متوجه رابطه فیونا و میمی می‌شود و هم فیونا در میابد نایجل با میمی رابطه دارد در پایان فیلم که اسکار از زندگی اش خسته شده خطاب به میمی که در خواب است می‌گوید زندگی او و میمی کاملاً پوچ بوده و آن‌ها حق ندارند زندگی فیونا و نایجل را نیز خراب کنند و با شلیک گلوله ابتدا میمی را می‌کشد و بعد خودش را نیز می‌کشد.

## در مورد فیلم
فیلمی فوق‌العاده و تکان‌دهنده و از کاملترین ساخته‌های سازنده‌اش. موقعیت داستانی‌اش چاقو در آب (۱۹۶۲)، نخستین ساختهٔ پولانسکی که آن هم بر پهنهٔ متلاطم دریا می‌گذرد و آسایش بیگانگان (پل شریدر، ۱۹۹۱) را به یاد می‌آورد که در آن‌ها هم زوج ظاهر الصلاح در برخورد با شخصیت ـ یا شخصیت‌هائی ـ بیگانه، دچار تنش‌هائی غیرمنتظره می‌شوند. پولانسکی با استادی حاصل تجربه در تصویرپردازی از دغدغه‌هایش، بن‌بست فاجعه باری را نشان می‌دهد که شخصیت‌های امروزی برخوردار از آزادی تام دنیای معاصر، در انتهای جستجویشان برای اشکال دلخواه (و نه لزوماً امن) زندگی بدان می‌رسند. پولانسکی هیچ‌گاه عنان میل خود به تصویر امیال بیمارگونه، ناهنجار و غیرانسانی مردمان آراسته و متمدن و بعضاً روشن‌فکر نمای جهان مدرن را چنین بی‌محابا رها نکرده که در این داستان پر از دست‌انداز رجعت به گذشته و حادثه‌های ناگهانی. مثل نایجل، شنونده (و بینندهٔ) روایت پرآب و تاب اسکار می‌شویم تا مثل او در بیداری تخیلات سرکش مردانه و در سرخوردگی شدید متعاقب آن، سهیم باشیم.

## بازیگران
| بازیگر              | نقش                      |
| ------------------- | ------------------------ |
| هیو گرانت           | نایجل                    |
| امانوئل سنیه        | میمی                     |
| پیتر کایوتی         | اسکار                    |
| کریستین اسکات توماس | فیونا                    |
| لوکا ولانی          | دادو                     |
| اولیویا برونو       | سیندی                    |
| استاکرد چنینگ       | بورلی (در فیلم ذکر نشده) |